# Atenció a la dependència a Espanya
La atenció a la dependència a Espanya ha tingut un abans i un després amb la Llei de Dependència de 2006. Històricament i fins a l'actualitat, l'atenció informal l'han feta les dones.

## Context
La realitat de la generalització del fenomen de la dependència funcional a Espanya es caracteritza principalment per l'envelliment de la població. Altres factors són: els riscos laborals, ja que una part de les persones afectades per la gran quantitat d'accidents laborals esdevé dependent, i l'avanç de la ciència biomèdica i els serveis sanitaris fa que la gent que abans solia morir ara viu més i quan viu més sol ser en situació de dependència. El fenomen es relaciona especialment amb un nivell econòmic limitat que no permet que ni el dependent ni la seua família puga pagar de manera privada el servei assistencial.

## Abans de la Llei de Dependència
Abans que s'aprovara la Llei de dependència de 2006, ja existien prestacions per a les persones en situació de dependència, però no seguien un model integral i universal d'atenció a aquestes. Quan hi havia una situació de dependència, actuava la seguretat social, i si aquesta no actuava, actuaven les administracions (locals i autonòmiques) des de l'àmbit de les seues competències.
La protecció des de la Llei General de la Seguretat Social cobria els següents casos: la incapacitat permanent, definida com a situació d'incapacitat de treballar; i la invalidesa no contributiva: definida com a situació de minusvalidesa o malaltia crònica en grau igual o superior del 75%. Implicava una sèrie de prestacions. La situació de dependència era considerada de manera indirecta o amb relació a altra situació considerada "principal". Cavas Martínez & Sempere Navarro (2007, p. 37) admeten que totes aquestes prestacions eren insuficients per a cobrir totes les situacions de dependència.
La cobertura alternativa a la seguretat social portada a terme per les administracions locals i autonòmiques no arribava a cobrir les necessitats de tota la població dependent i era molt dispar. Les competències que afectaven a les persones dependents eren l'assistència sanitària (amb les prestacions sanitàries) i l'assistència social (exclusiva de les comunitats autònomes). D'aquesta última competència, destaca que hi hagueren lleis específiques per a les persones en situació de dependència.
Hi havia lleis d'assistència social autonòmiques que es dirigien de manera exclusiva als dependents o parcialment o a col·lectius concrets:
- Cantàbria (exclusivament): Llei 6/2001, de 20 de novembre, de Protecció a les Persones Dependents.
- Comunitat de Madrid (parcialment): Llei 11/2003, de 27 de març.
- Principat d'Astúries (parcialment): Llei 1/2003, de 24 de febrer.
- Andalusia (col·lectiu concret): Llei 1/1999, de 31 de març, i Llei 6/1999, de 7 de juliol.
- Castella i Lleó (col·lectiu concret): Llei 5/2003, de 3 d'abril.
- Canàries (parcialment en un apartat): Llei 9/1987, de 28 d'abril, de serveis socials.[15]

El sistema d'atenció de llarga durada a Espanya es caracteritzava, segons es veu en dades de 1999 (EDDES), per ser informal. La durada mitjana d'atencions era de 6,15 anys i recau principalment en la família, concretament en la dona. Els cuidadors no rebien cap compensació econòmica en la seua majoria: el 78% no en rebia cap, el 10% alguna vegada i el 12% de manera regular. Aquest model estava ampliat amb la contractació creixent de dones immigrants que substituïen la feina de l'atenció, però no en la direcció d'aquesta atenció.
L'any 2000 el Defensor del Poble recomanà que es creara una sistema de protecció a la dependència. Per un procés de negociacions polítiques s'arriba a tirar endavant una llei per la protecció de la dependència.

## Període des de la Llei de Dependència
La Llei 39/2006, de 14 de desembre, de Promoció de l'Autonomia Personal i Atenció a les persones en situació de dependència va ser aprovada per la pràctica unanimitat dels grups polítics representats a les Corts Generals. Aquesta llei reaccionava a un fet d'actualitat: les persones dependents no podien ser ateses de manera tradicional (per dones a la casa de les persones dependents) perquè les dones havien sigut incorporades al treball per l'extensió de les idees igualitàries i, a més, augmentà de manera absoluta i relativa la població dependent. Amb aquesta llei es creà el Sistema per a l'Autonomia i Atenció a la Dependència, una modernització del sistema de protecció social espanyol que implica que l'estat estableix un "contingut mínim o bàsic de protecció". S'estimà que amb aquest sistema es crearien 300.000 llocs de treball directes i centenars de milers de llocs de treball indirectes.
La llei establí que la protecció de les persones dependents no vinga exclusivament de la seguretat social o l'assistència social, sinó d'ambdues opcions.
S'estimà que quan el sistema estiga totalment establit, el cost anual equivaldria a un punt del PIB, segons el nombre estimat al Libro Blanco de la Dependencia.
Al voltant del 2007, hi havia 1,1 milions de persones en situació de dependència greu i 1,6 milions que necessita alguna mena d'ajuda per a fer tasques del dia a dia. De les famílies que cuiden de persones dependents, solament el 6,5% és ajudada pels serveis socials. L'atenció la dediquen principalment dones (83%). Altres dades a destacar que determinen com és la situació són: un 3,14% de la gent gran major de 65 anys té un servei d'ajuda a domicili, el 2% té servei de teleassistència i el 0,46% té plaça a un centre de dia. La meitat de la població espanyola amb discapacitat eren persones dependents.
Una mesura novedosa va ser que els cuidadors no-professionals podien cotitzar en el sistema de seguretat social.
Els autors Cavas Martínez & Sempere Navarro (2007, p. 20) comentaren que la Llei de Dependència de 2006 no era directament aplicable, sinó que requeria d'un desenvolupament amb reglaments perquè ho fora. Aquests desenvolupaments normatius de la Llei de Dependència ha sigut competència de les comunitats autònomes.

### Implantació inicial del SAAD (2007-2012)
L'aplicació pràctica del SAAD no va coincidir amb la idea original. El sistema d'atenció que s'estava posant en pràctica era el d'atenció familiar. La prestació econòmica per cures a l'entorn familiar va ser la prestació més important que es donava (46,03% de les prestacions eren econòmiques segons dades de l'IMSERSO). El col·lectiu dels cuidadors no-professionals va estar format principalment per dones (93%), les quals eren majoritàriament majors de 50 anys. Altre aspecte l'aplicació pràctica del SAAD va ser donat perquè la implementació i gestió del SAAD han sigut competència de les comunitats autònomes, cosa que ha implicat diferències entre les distintes administracions autonòmiques.
El Reial Decret 615/2007 d'11 de maig establí que els cuidadors no-professionals estaven obligats a estar donats d'alta al sistema de seguretat social en el règim general, mitjançant un conveni especial. També establí que els cuidadors no-professionals reberen prioritàriament formació. El Reial Decret 1244/2009 de 17 de juliol obrí la possibilitat de convertir-se en cuidadors professionals (títol de formació professional o certificat de professionalitat) quan acrediten un mínim de 3 anys i 2.000 hores treballades en els 10 anys anteriors o 300 o 200 hores de formació en el últims 10 anys.
Un article publicat el 2008 cridà l'atenció sobre l'ocupació per part de dones immigrants per a l'atenció a la dependència a Espanya, assenyalant la situació complexa en la qual es troben aquestes treballadores.
El 2009, dos anys i mig després de l'entrada en vigor de la llei, un grup d'empreses i cooperatives es queixaven dient que no s'havien creat els llocs de treball que els legisladors van dir que es crearien.
L'acord del Consell Territorial del SAAD de 22 de setembre de 2009 establí els criteris comuns per a acreditar la formació dels cuidadors no-professionals.
L'acord del Consell Territorial del SAAD de gener de 2010 establí que la persona cuidadora que no siga familiar del dependent puga tindre la condició d'empleat de la llar del beneficiari. Aquest acord quedà establir al Reial Decret 1620/2011 de 14 de novembre.
Els costos de l'atenció al total dels dependents a Espanya de l'any es va estimar entre 12.551 milions d'euros i 14.874 milions d'euros.
El Tribunal de Comptes constatà el 2013 que les prestacions econòmiques, que havien de tindre segons la Llei de Dependència un caràcter excepcional, no compliren el seu suposat caràcter excepcional perquè superaren a les prestacions de serveis. Aquesta tendència impedia que es generaren els llocs de treball previstos. Es va tractar de detindre aquesta tendència amb el Reial Decret 1050/2013, de 27 de desembre. El 31 de desembre de 2016, la tendència va ser revertida.
A causa d'aparèixer coincidint amb la crisi financera espanyola (2008-ca-2016), el sistema de dependència fou reformat. Entre aquesta crisi econòmica i el canvi del govern espanyol per un govern que es negava a ampliar la despesa pública, el desenvolupament de l'aplicació de la llei de dependència es veié mermat. La primera retallada pressupostària que va patir el SAAD va ser feta pel Reial Decret Legislatiu 8/2010, de 20 de maig. Eliminà la retroactivitat dels efectes econòmics de la prestació. El Reial Decret Llei 20/2011 de 30 de desembre postergà el calendari d'implantació progressiva dels graus de dependència, ajornant l'efecte del Grau I: el nivell 2 passava de 2011-2012 a 2013 i el nivell 1 de 2013-2014 a 2014. La Llei de Pressupostos per a 2012 posposà l'aplicació del nivell 2 a l'1 de gener de 2014 i va suspendre durant un any el finançament estatal del nivell acordat pel govern central amb les comunitats autònomes. Aquesta última mesura provocà un problema greu de finançament per a les CCAA.
La reforma fonamental sobre el sistema de dependència va ser feta amb el Reial Decret-Llei 20/2012, de 13 de juliol, de mesures per a garantir l'estabilitat pressupostària i de foment de competitivitat. S'establí que les persones dependents amb rendes superiors al IPREM (532 euros mensuals) havien de copagar el cost de la prestació. Destaca que el 10 de juliol de 2012 les comunitats autònomes i l'estat central acordaren en el Consell Territorial de Serveis Socials i del Sistema per a l'Autonomia i Atenció a la Dependència unes mesures per a la millora i sostenibilitat del sistema de dependència: s'unificà la Conferència Sectorial d'Assumptes Socials i el Consell Territorial del Sistema per a l'Autonomia i Atenció a la Dependència en l'òrgan anomenat Consell Territorial de Serveis Socials i del Sistema per a l'Autonomia i Atenció a la Dependència, es va suprimir la classificació en dos nivells segons l'autonomia de les persones (supressió de l'art. 26.2 de la Llei de Dependència) i reducció de quantitats de prestacions econòmiques, els cuidadors no professionals no estan obligats a seguir el règim general de la seguretat social i s'establí un règim d'incompatibilitats de les prestacions (nou art. 25 bis de la Llei de Dependència). La reforma reforçà les exigències per a ser cuidador familiar i alhora no reforçà la xarxa de serveis socials. El Reial Decret-Llei 20/2012 va ser confirmat com a constitucional per la sentència del TC 18/2016, de 4 de febrer.
El 2011, l'1,95% dels aragonesos rebia atenció a la dependència.
A la fi del 2011 les plataformes per la defensa de dependents i els seus familiars es van coordinar.
El juliol de 2012 el govern reduí la quantiat destinada a ajudes en una mitjana del 15% possibilitant a les comunitats autònomes que les rebaixaren encara més. També deixà de pagar la cotització a la seguretat social de les persones cuidadores, quedant a càrrec de les famílies dels dependents.
A la fi de 2012, hi havia un 23% de les persones que tenien el dret reconegut i no eren ateses.
Segons una notícia del 2019 basada en les dades aportades per l'Asociación Estatal de Directores y Gerentes en Servicios Sociales, el 2012 fou l'únic any que el govern central espanyol complí el que deia la llei sobre que l'aportació econòmica al SAAD que havia de ser mínim igual a l'aportat per l'administració autonòmica.

### Després de 2012
El procés de reformes fet sobre el SAAD implicà que el finançament estatal passà de 1.284 milions d'euros el 2011 a 1206 milions d'euros el 2013. La reformà culminà amb els Reial Decret legislatiu 1051/2013 de 27 de desembre que regula les prestacions i el Reial Decret 1050/2013 de 27 de desembre que regula el nivell mínim de protecció establit per la Llei de Dependència per a partir de l'1 de gener de 2014 (data d'entrada en vigor). Segons Molero Marañón (2017, p. 78), una de les conseqüències d'aquestes reformes fetes en el marc de la crisi estigmatitza a les cuidadores en entorn familiar com que s'aprofiten del SAAD per obtindre recursos econòmics en el context de desocupació.
El 2013, la senadora del Partit Popular Carmen Riolobos acusà a la Plataforma de la Llei de la Dependència a Castilla-La Manxa de estar vinculada al PSOE basant-se en que podia emetre notes de premsa. Ningú del seu partit la va defendre.
L'informe del Tribunal de Comptes de 2014 (Informe 1.035 de Fiscalització del Tribunal de Comptes, de 29 de maig de 2014) considerà que el finançament aportat pels Pressupostos Generals de l'Estat més l'aportat pel sistema de finançament de les comunitats autònomes de règim comú compensava amb escreix la suspensió feta el 2012 del nivell de finançament acordat. Però l'informe no tenia en compte que les comunitats autònomes solament tenien en consideració les aportacions de l'estat central mitjançant els Pressupostos Generals de l'Estat, car no reconeixen que l'aportació establida a la Llei Orgànica de Finançament de les Comunitats Autònomes (versió del 2009) tinguera eixa finalitat.
Del 2012 al 2015, unes 125.914 persones que segons la llei haurien d'haver rebut ajudes van morir.
El 2013 els dependents, els considerats moderats, havien de ser beneficiaris de les ajudes però el calendari es va ajornar pel Reial Decret 20/2012.
El 2014, la despesa pública en aquest servei era d'un 0,7% del PIB, situat per sota de la mitja dels països de l'OCDE (1,4% del PIB).
Si el model d'atenció a la dependència espanyol haguera sigut com el de Suècia, el 2016 1,2 milions de persones haurien sigut ateses mentre que la realitat fou que 660.381 persones tenien el dret reconegut i 471.865 rebien el servei.
Fins al 2016, moriren 125.000 persones amb dret recongut a l'ajuda. Eixe any es sabia que malgrat que la llei obligava a l'estat central a finançar el 50% i la resta a les comunitats autònomes, la pràctica era d'un 18% per part del govern central. Açò provocava diferències territorials a nivell de gestió, organització i prestació.
Una investigació publicada el 2016 va concloure que l'aplicació de la llei havia fracassat en les seues expectatives. Apuntà a les següents causes:
Un mercat de segurs privats dèbil, un desenvolupament desigual del SAAD entre regions i la falta de cooperació entre els governs central i regionals mostren els nivells diversos de prioritat donats pels actors polítics cap a la promoció de l'autonomia i l'atenció personal a les persones amb necessitats de cura a llarg termini. També, la falta de transparència en ambdós sistemes i una falta de cultura de rendició de comptes cap a la ciutadania fa que l'avaluació i disseminació de les experiències clarament insuficient.
A més, considerà que el sistema de finançament, el control de qualitat i la coordinació entre sistemes de salut i assistència social eren millorables.
El 2017 l'estat va reduir el seu finançament per al SAAD en un 1% respecte l'any anterior, quedant repartit amb 1.218 milions d'euros per part de l'estat central mentre que les comunitats autònomes aportaven 6.241 milions d'euros.
Amb les dades de fins al 2017 es constatava que hi ha havia una diferència territorial en l'oferta de serveis socials per als dependents que no es limitava a les administracions autonòmiques sinó fins i tot a les administracions locals, afectant als criteris de necessitat, nivell de cobertura i composició de l'oferta.